# ソラド・アジェナ
ソラド・アジェナ (英語: Thorad-Agena) はアメリカ合衆国で開発された使い捨て型ロケットで、ソーおよびデルタから派生したものである。最初はソーの派生型として「ロングタンク・スラスト・オーグメンテッド・ソー」(タンク延長・推力増強型ソー) と呼ばれていた。タンク延長型ソーはNASAのデルタ計画で採用され、1968年に初飛行した推力増強型デルタの第1段に使われた。第二段のアジェナ-Dはそれ以前から標準型のソーと組み合わせたソー・アジェナとして運用されていた。ブースターとしてキャスター3基を併用する構成であった。ほとんどは偵察衛星コロナ、特にKH-4シリーズの打ち上げに使われたが、プログラム末期には科学技術衛星も何機か打ち上げている 
1966年から1972年にかけて43回打ち上げられ、うち失敗が2回、部分的失敗が1回であった。 
1967年5月9日の偵察衛星KH-4Aの打ち上げでは、第1段の分離に失敗し、液体酸素がなくなるまで燃焼したため、衛星を予定とはまったく異なる軌道に投入してしまった。このため、衛星から得られる画像は大きく画質の劣るものになってしまった。 
1968年5月5日の気象衛星ニンバスの打ち上げではソーの制御に失敗し、打ち上げ120秒後に射場保護のため爆破された。このミッションは、衛星にSNAP (原子力補助電源システム) という同位体発電機を搭載していたため注目されていた。発電機は、設計段階から打ち上げ失敗の可能性が考慮されており、放射性同位体が環境中に漏れないよう極めて頑丈なケーシングが施されていた。打ち上げ失敗を受けて、アメリカ海軍はSNAPの捜索作業を開始し、9月27日にチャンネル諸島のサンタバーバラ島近くの水深300フィートで衛星本体およびSNAPを発見した。その2週間後には無事引き揚げられ、ケーシングが無傷であることが確認された。内部の燃料は取り出され、後のニンバスの打ち上げの際に利用された。 
調査の一環でソーの一部も回収された。調査の結果、ヨージャイロの取り付けが不適切で、調整ピンが欠落していることが判明した。これは取付時に作業者が誤って破損したもので、調整ピンがないためにジャイロが本来の位置から外れて回転し始めたことで、ピッチ制御およびロール制御が始まった直後にブースターの制御が失われたものと結論された。 
1971年2月17日の偵察衛星KH-4Bの打ち上げでは、燃料注入時に誤って過剰な潤滑油を燃料系統に混入させたため、凍結した潤滑油が配管を閉塞してしまった。このため、打ち上げ約20秒後にターボポンプのギヤボックスが潤滑油切れにより破損・分解し、ソーのメインエンジンが引き裂かれて推力が完全に失われた。ソーは姿勢制御もメインエンジンに依存する構成のため制御不能となって横倒しになり、打ち上げ30秒後に爆発した。 
ソラド・アジェナの打ち上げ形態にはSLV-2GとSLV-2Hの2つがあった。これはストラップオンブースターの違いによるもので、SLV-2Gはキャスター1、SLV-2Hがキャスター2を使用していた。 